# Эйле, Ноа
Ноа Юханнес Эйле (швед. Noah Johannes Eile; род. 19 июля 2002, Лунд, Сконе) — шведский футболист, защитник клуба «Нью-Йорк Ред Буллз».

## Клубная карьера
Футболом начал заниматься в клубе «Бьерред». В 12-летнем возрасте перешёл в академию «Мальмё», где прошёл путь от детских и юношеских команд до взрослой. 1 марта 2020 года впервые попал в заявку основного состава на матч группового этапа кубка Швеции с «Карлскруной», но на поле не появился. В начале декабря подписал с клубом первый профессиональный контракт, рассчитанный на два года. 21 августа 2021 года дебютировал в чемпионате Швеции в игре очередного тура против «Дегерфорсом», заменив на 79-й минуте норвежского нападающего Йо-Инге Бергета. В декабре 2021 года Эйле продлил свой контракт с «Мальмё» до 2025 года.
10 января 2022 года отправился в аренду «Мьельбю».

## Карьера в сборных
Выступал за юношеские сборные Швеции различных возрастов. В составе сборной до 19 лет дебютировал 7 сентября 2019 года в товарищеском матче с Ирландией.

## Клубная статистика
| Выступление        | Выступление      | Выступление      | Лига | Лига | Кубки | Кубки | Конт. кубки | Конт. кубки | Итого | Итого |
| Клуб               | Лига             | Сезон            | Игры | Голы | Игры  | Голы  | Игры        | Голы        | Игры  | Голы  |
| ------------------ | ---------------- | ---------------- | ---- | ---- | ----- | ----- | ----------- | ----------- | ----- | ----- |
| Мальмё             | Алльсвенскан     | 2021             | 3    | 0    | 0     | 0     | 1           | 0           | 4     | 0     |
| Мальмё             | Итого            | Итого            | 3    | 0    | 0     | 0     | 1           | 0           | 4     | 0     |
| Мьельбю            | Алльсвенскан     | 2022             | 22   | 0    | 4     | 0     | 0           | 0           | 26    | 0     |
| Мьельбю            | Алльсвенскан     | 2023             | 24   | 1    | 3     | 0     | 0           | 0           | 27    | 1     |
| Мьельбю            | Итого            | Итого            | 46   | 1    | 7     | 0     | 0           | 0           | 53    | 1     |
| Нью-Йорк Ред Буллз | MLS              | 2024             | 14   | 0    | 0     | 0     | 0           | 0           | 14    | 0     |
| Нью-Йорк Ред Буллз | Итого            | Итого            | 14   | 0    | 0     | 0     | 0           | 0           | 14    | 0     |
| Всего за карьеру   | Всего за карьеру | Всего за карьеру | 63   | 1    | 7     | 0     | 1           | 0           | 71    | 1     |